# Ушачи
Уша́чи (бел. Уша́чы) — городской посёлок в Витебской области Беларуси. Административный центр Ушачского района. Численность населения — 5 714 человек (на 1 января 2025 года).
В годы Великой Отечественной войны, когда Белорусская ССР оказалась под полной оккупацией немецко-фашистских войск, ещё в сентябре 1942 года город был освобождён от оккупантов образовавшимися в этом районе партизанскими формированиями, и постепенно стал центром освобождённой от захватчиков обширной территории (получившей название «Полоцко-Лепельская партизанская зона»), на которой в глубоком тылу врага фактически жила по законам Советской власти «Партизанская республика».
Полоцко-Лепельская партизанская зона просуществовала до 11 апреля 1944 года. Город Ушачи народные мстители называли «Партизанской столицей».
Подвиг партизан был увековечен в мемориальном комплексе «Прорыв», возведённом недалеко от города, в самом же городе был открыт Ушачский музей Народной Славы имени Героя Советского Союза В. Е. Лобанка.
Ушачи могут считаться городом «Партизанской Славы».

## География
Расположен примерно в 110 километрах к западу от города Витебск на реке Ушача и является крупным узлом автомобильных дорог, которые проходят на Минск, Витебск, Полоцк, Лепель, Глубокое, Докшицы.

## Геральдика
Герб одобрен решениями Ушачского районного исполнительного комитета от 26 апреля 2002 года № 208 и Ушачского районного Совета депутатов от 28 июня 2002 года № 112. Зарегистрирован в Гербовом матрикуле Республики Беларусь 26 июля 2002 года № 96.
Флаг учреждён Указом Президента Республики Беларусь от 28 февраля 2011 года № 86 и зарегистрирован в Государственном геральдическом регистре 15 марта 2011 года № Б-192. Одобрен решением от 30 августа 2010 года.

## История
О древнем прошлом Ушачского края свидетельствуют стоянки каменного века в деревнях Путилковичи и Словени. В районе насчитывается более 40 курганных могильников, 1524 кургана.
В IX веке территория края вошла в состав Полоцкого княжества. Через Ушаччину, вдоль реки Ушача до Путилковичей, пролегал путь из Полоцка в Минск.
Первым упоминанием в письменных источниках Ушач является 1484 г. Так, в одном из решений суда полоцкого наместника Богдана Андреевича Саковича говорится: "Били намъ чоломъ тые бояре наши повету Полоцкого Федор Никифоровичъ з братьею своею ᙎсъкеричы а Степанъ Ганьковичъ з братию его Теличиничи з రшачи и поведили, ижъ продком ихъ дано землю на Въшачи и на Солонъце в Полоцком повете на слరжбу земскую ᙎтъ великого кн(я)зя Витольта, которరю и тепер(ь) ᙎни на себе держать… «Полоцкие грамоты XIII— начала XVI вв.» (Т.1, М., 2015 С.350-351. № 221). Здесь упоминаются полоцкие бояре Телечиничи из Ушачи, то есть в данном документе Ушачи упоминаются как населенный пункт. Кроме того в данном документе говорится о наделении бояр землями «на Въшачи и на Солонъце» еще великом князем Витовтом (то есть в первой половине XVI в.). Но надо учитывать, что относительно времен Витовта разговор идет только о землях, а в решении суда полоцкого наместника Б. А. Саковича Ушачи упоминаются как населенный пункт.
Ушачи также упоминаются в Полоцкой ревизии 1552 года, как село в Полоцком воеводстве, владение А. Селявы и его сыновей.
С 1594 года — центр волости в составе Полоцкого воеводства. С 1624 года Ушачи принадлежали полоцкому стольнику Ю. Кленовскому, с 1672 года — Д. Радиминскому-Францкевичу, при котором построен монастырь базилиан. Затем Ушачи принадлежали Щитам и Плятерам.
В 1667 году имение Ушачи состояло из трёх деревень. В поселении имелись пристань, православная церковь и монастырь, корчма, дважды в год здесь проводились ярмарки.
В 1716 году подвоевода полоцкий В. Жаба основал католическую церковь и доминиканский монастырь, при котором открылись больница и школа.
23 июня 1758 года местечку Ушачи было даровано магдебургское право и герб — изображение святого Лаврентия в белом поле у золотой реки.
После первого раздела Речи Посполитой в 1776 году Ушачи становятся центром земель бывшего Полоцкого воеводства, которые остались в составе Великого княжества Литовского.
После второго раздела Речи Посполитой (1793 г.) край вошёл в состав Российской империи. С конца XVIII века Ушачи — заштатный город, местечко, центр волости Лепельского уезда.
Большим людским потерям и разрушениям Ушачи подверглись в Отечественную войну 1812 года. В поселении некоторое время размещался штаб генерала Витгенштейна, 22—23 июля 1812 года останавливался Наполеон.
В середине ноября 1917 года в Ушачской волости установилась Советская власть. В 1918 году территория оккупирована немецкими войсками, которые покинули восточную часть района в сентябре этого же года, а в западной части оставались до ноября месяца. 25 сентября 1919 года Ушаччина оккупирована польскими войсками. Но уже в конце 1919 года Ушачская волость вошла в состав РСФСР. С марта 1923 года Ушачи — в составе БССР. 17 июля 1924 года образован Ушачский район. С 27 сентября 1938 года Ушачи — городской посёлок.
В Великую Отечественную войну 3 июля 1941 года Ушачи были оккупированы немецко-фашистскими захватчиками. Евреи поселка были согнаны в гетто и к 14 января 1942 года все были замучены карателями. Установился фашистский оккупационный режим.

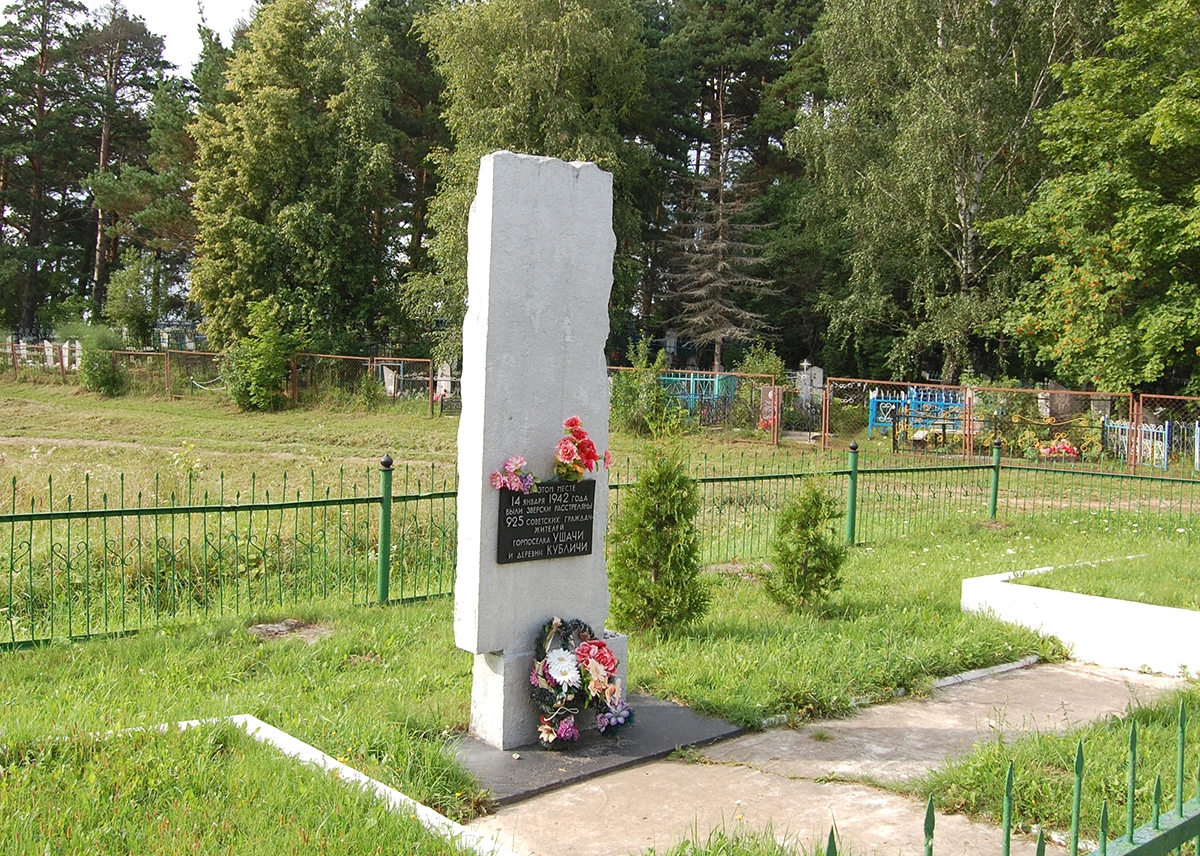
Памятник жертвам нацизма в Ушачах

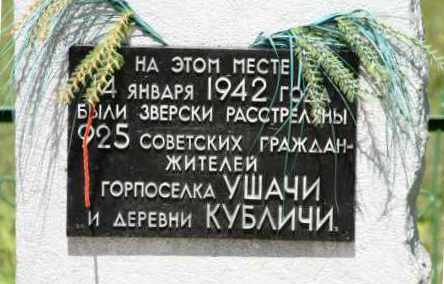
Надпись на памятнике

Однако уже к концу лета 1941 года в 10 населенных пунктах Ушаччины начали свою деятельность подпольные группы, положившие начало партизанскому движению в крае. С апреля 1942 года начал действовать партизанский «Отряд Дубова». 7 мая 1942 года создан партизанский отряд «Смерть фашизму». В мае же 1942 года на территорию района прибыла группа во главе с лейтенантом Плохотнюком Т. Д. И вскоре из этих отрядов были организованы бригады «Дубова» и имени Чапаева. В сентябре 1942 года образовавшиеся партизанские бригады провели несколько наступательных операций, в результате которых был полностью освобождён от захватчиков сам посёлок Ушачи и территория вокруг него. И далее в результате активных действий партизан значительная часть Ушачского района была очищена от немецко-фашистских захватчиков.
Осенью 1942 года в результате наступательных действий партизанских бригад образовалась освобождённая от фашистов значительная территория с центром в Ушачах, получившая название Полоцко-Лепельская партизанская зона. Вокруг зоны была организована круговая оборона. Имелся даже свой партизанский аэродром, зимой он организовывался на льду озера Вечелье, позволяя осуществлять связь с Большой землёй. К осени 1943 года в Полоцко-Лепельской зоне действовало 16 партизанских бригад, в которых насчитывалось около 17,5 тысяч партизан, а общая протяжённость круговой оборонительной линии бригад составила около 240 километров. Тогда же руководство и координацию действий партизанских бригад стала осуществлять оперативная группа ЦШПД во главе с Героем Советского Союза Лобанком В. Е. С декабря 1943 штаб Полоцко-Лепельской оперативной группы (соединения) и Белорусский штаб партизанского движения размещались в Ушачах.
Весной 1944 года немецкое командование стало стягивать к партизанским границам полицейские и войсковые части, создав группировку численностью около 60 тысяч человек. Немецко-фашистские оккупанты планировали полностью уничтожить партизан, очистив тем самым тылы немецкой 3-й танковой армии.
Самая значительная за всю историю войны немецкая карательная операция против партизан, получившая название «Весенний праздник», началась 11 апреля 1944 года. Партизанская круговая оборона вокруг Ушач под нажимом численно и технически превосходящего противника постепенно сокращалась и к 30 апреля составляла лишь двадцать километров. 30 апреля партизаны были вынуждены оставить Ушачи. 4 мая каратели блокировали партизанские бригады на небольшой площади Матыринского леса северо-западнее Ушач.
В ночь на 5 мая 1944 года партизанские бригады в едином порыве, проявив беспримерное мужество, прорвали вражеское окружение, сохранив боеспособность к дальнейшим действиям.
25 дней и ночей партизаны вели тяжелейшие оборонительные бои, каратели потеряли убитыми и ранеными тысячи солдат и офицеров, но и погибло много партизан.
А уже 29 июня 1944 года войска 1-го Прибалтийского фронта в ходе Полоцкой наступательной операции освободили Ушачи.
Накануне 3 июля 1974 года, Дня празднования 30-летия освобождения Белоруссии от немецко-фашистских захватчиков, на месте прорыва партизанскими бригадами фашистского окружения был открыт Мемориальный комплекс «Прорыв», увековечивший подвиг белорусских партизан.
17 декабря 1956 года в Ушачский район включены Глыбочанский, Дубровский, Зарачанский и Усвейский сельсоветы упраздненного Ульского района. В 1962—1966 годах Ушачи входили в состав Лепельского района.

### В составе Республики Беларусь
20 октября 1995 года административные единицы Ушачский район и посёлок Ушачи, имеющие общий административный центр, объединены в одну административную единицу — Ушачский район.
В 2009 году в связи с празднованием 65-й годовщины освобождения Белоруссии от немецко-фашистских захватчиков и в целях увековечения подвига воинов Красной Армии, партизан и подпольщиков городской посёлок Ушачи награждён вымпелом «За мужнасць і стойкасць у гады Вялікай Айчыннай вайны» (Указ Президента Республики Беларусь от 29 июня 2009 года № 355).

## Население
Численность населения — 5 714 человек (на 1 января 2025 года). Численность населения — 5 802 человек (на 1 января 2023 года).
| Численность населения                                                                           |
| Графики недоступны из-за технических проблем. См. информацию на Фабрикаторе и на mediawiki.org. |

| Год         | 1939 | 1959  | 1970  | 1979  | 1989  | 2006  | 2016  | 2018  | 2020  | 2023   | 2024 | 2025   |
| ----------- | ---- | ----- | ----- | ----- | ----- | ----- | ----- | ----- | ----- | ------ | ---- | ------ |
| Численность | 2046 | ▲2302 | ▲2604 | ▲3821 | ▲5827 | ▼5688 | ▲6030 | ▼5974 | ▼5800 | ▲5 802 |      | ▼5 714 |

По данным переписи 1939 года, в Ушачах проживало 2046 человек, в том числе 1382 белоруса, 487 евреев, 135 русских и 42 представителя других национальностей.
В 2017 году в Ушачах родилось 58 и умерло 77 человек. Коэффициент рождаемости — 9,7 на 1000 человек (средний показатель по району — 9,6, по Витебской области — 9,6, по Республике Беларусь — 10,8), коэффициент смертности — 12,9 на 1000 человек (средний показатель по району — 22,1, по Витебской области — 14,4, по Республике Беларусь — 12,6).

## Экономика
В посёлке функционируют следующие предприятия:
- Государственное лесохозяйственное учреждение «Ушачский лесхоз» (ГЛХУ «Ушачский лесхоз»)
- Дочернее коммунальное унитарное строительное предприятие «Ушачская передвижная механизированная колонна — 66» (ДКУСП «Ушачская ПМК-66»)
- Открытое акционерное общество «Промкомбинат» (ОАО «Промкомбинат»)
- Частное кооперативно-производственное унитарное предприятие «Ушачский овощесушильный завод» (ЧУП «Ушачский овощесушильный завод»

## Транспорт
Через Ушачи проходят республиканские дороги Р29 (Ушачи — Вилейка), Р113 (Сенно — Бешенковичи — Ушачи) и Р116 (Ушачи — Лепель).

## Культура
- Дом культуры

### Музеи
- Ушачский музей народной славы имени Героя Советского Союза Владимира Елисеевича Лобанка
  - Мемориальный комплекс «Прорыв» (расположен Ушачском районе Витебской области в 7 км северо-западнее городского посёлка Ушачи у деревни Новое Село)
  - Музей-усадьба Василя Быкова (расположена в д. Бычки Кубличского сельсовета Ушачского района Витебской области)

## Достопримечательности
- Городище
- Православный храм святых сестёр мучениц Минодоры, Митродоры и Нимфодоры
- Православная церковь св. Николая (2-я пол. XX в.)
- Католическая церковь св. Лаврентия, (1913)
- Еврейское кладбище

### Памятник, скульптура
- Памятник В. И. Ленину
- Памятник воинам и партизанам
- Памятный знак воинам-интернационалистам (2012), в сквере. Представляет собой танк, установленный на постаменте, с информационной табличкой.
- Памятник писателю Василю Быкову[21]
- Памятник поэту Рыгору Бородулину[21]

## Галерея

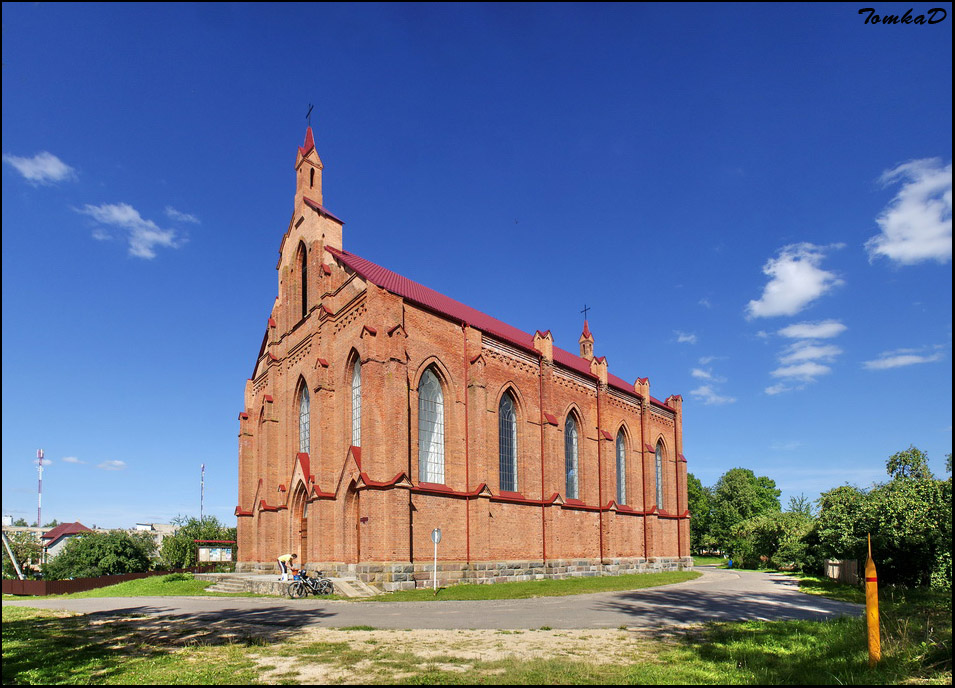
Костёл Святого Лаврентия (1913 г.)
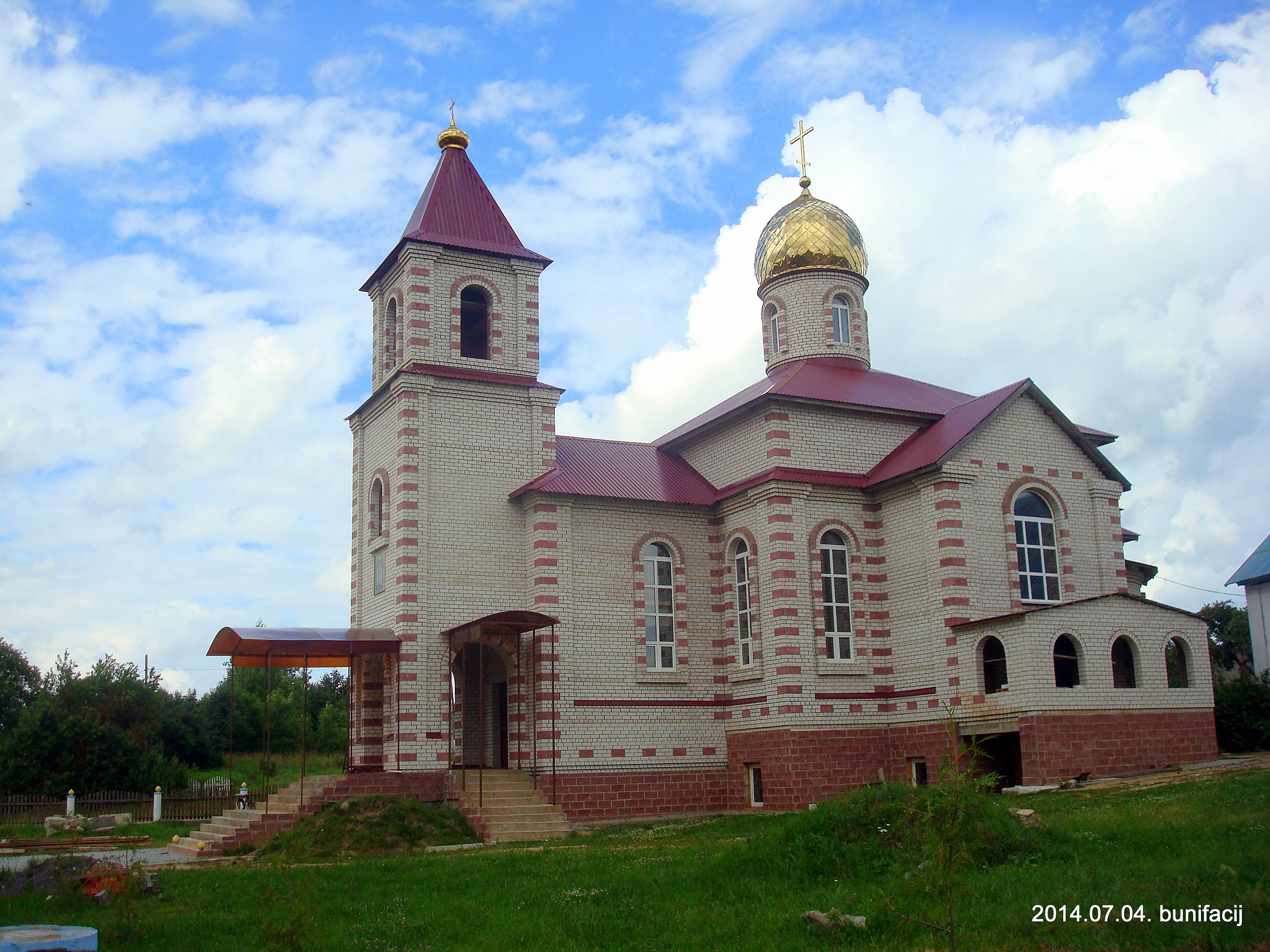
Храм святых мучениц Минодоры, Нимфодоры, Митродоры
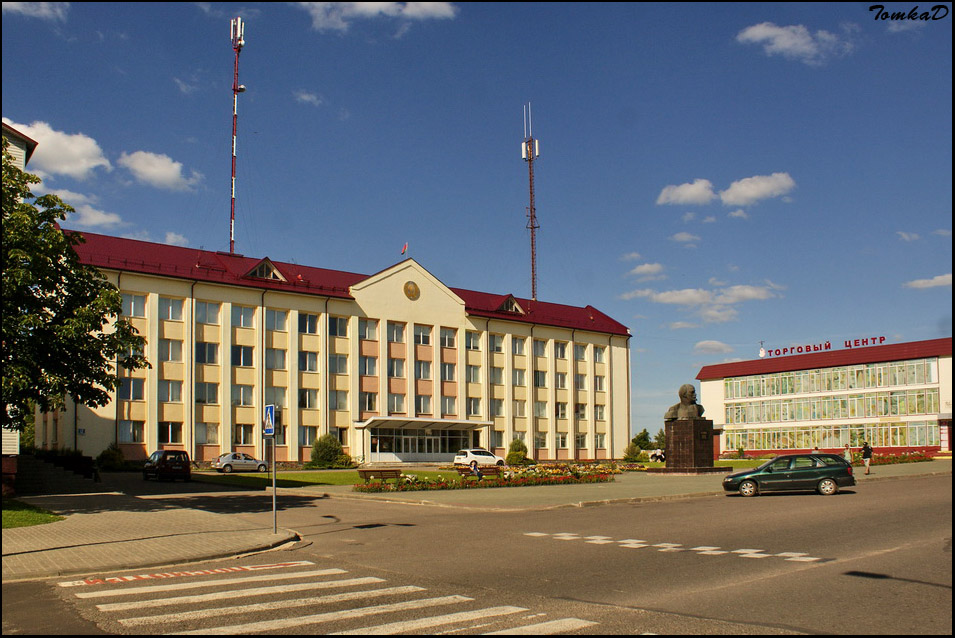
В центре города
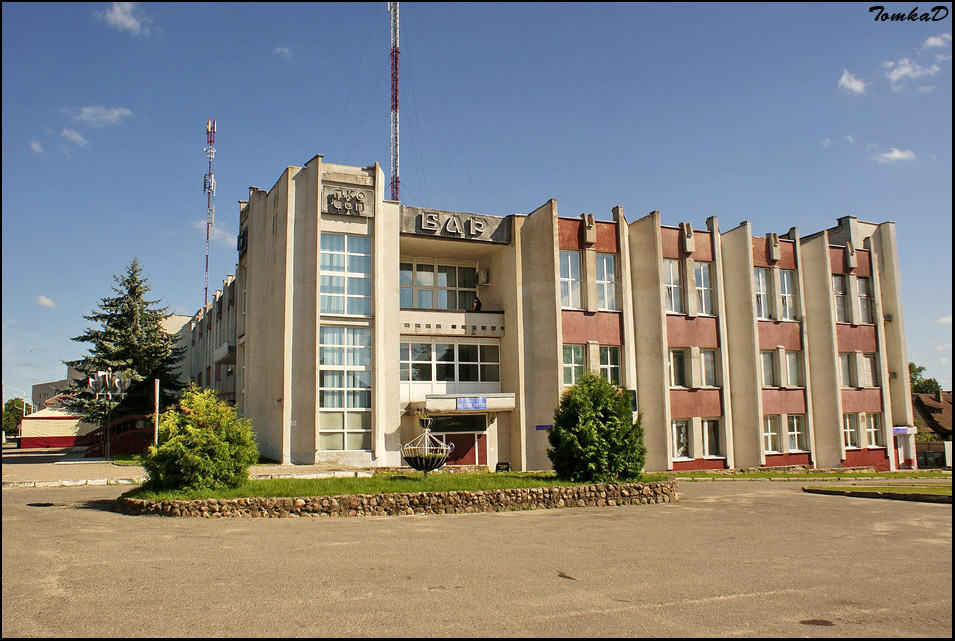
Ресторан в центральной части города
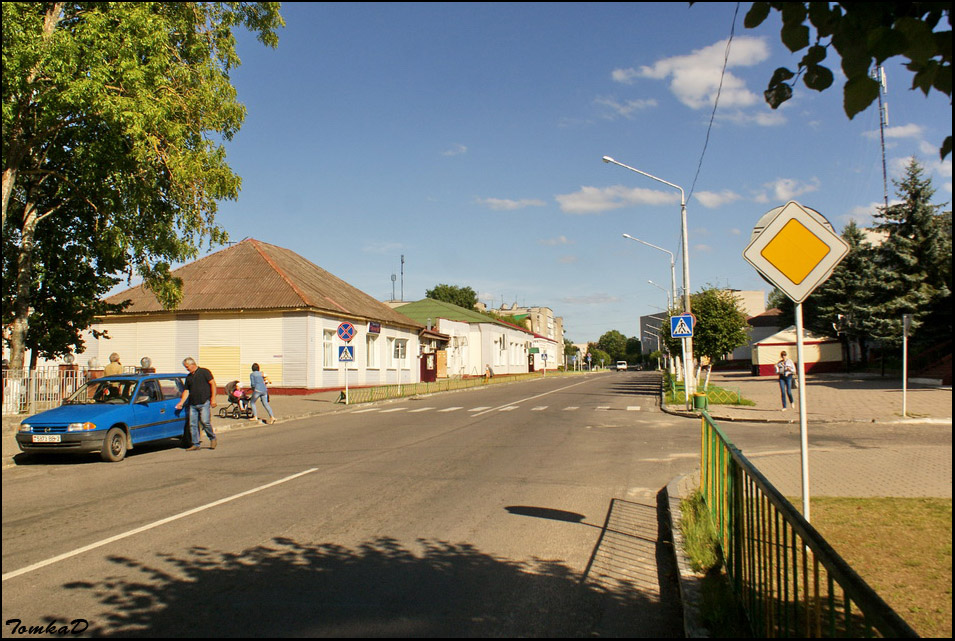
Историческая застройка на улице Ленинской
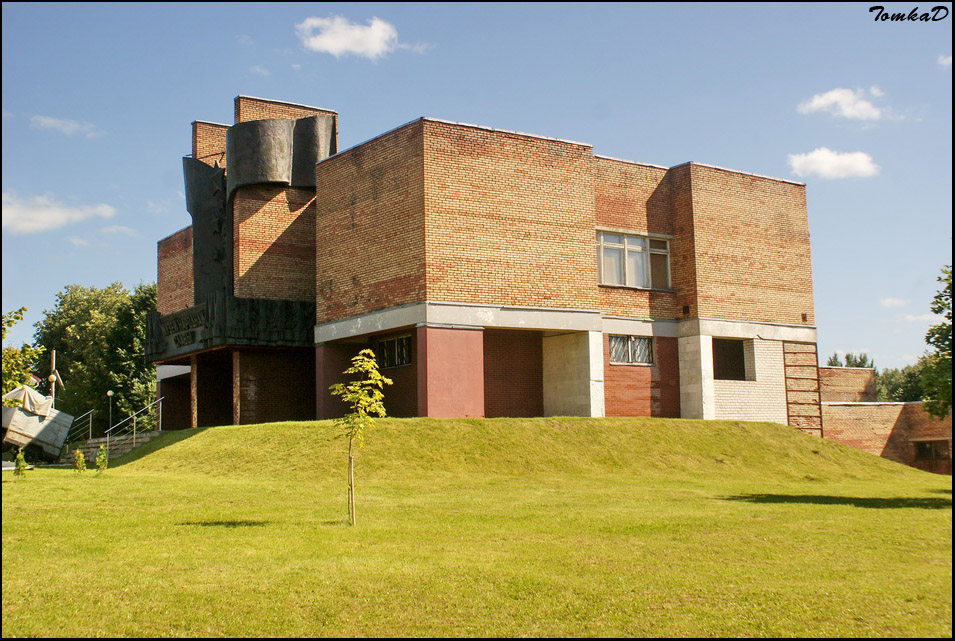
Ушачский музей народной славы имени Героя Советского Союза В.Е. Лобанка
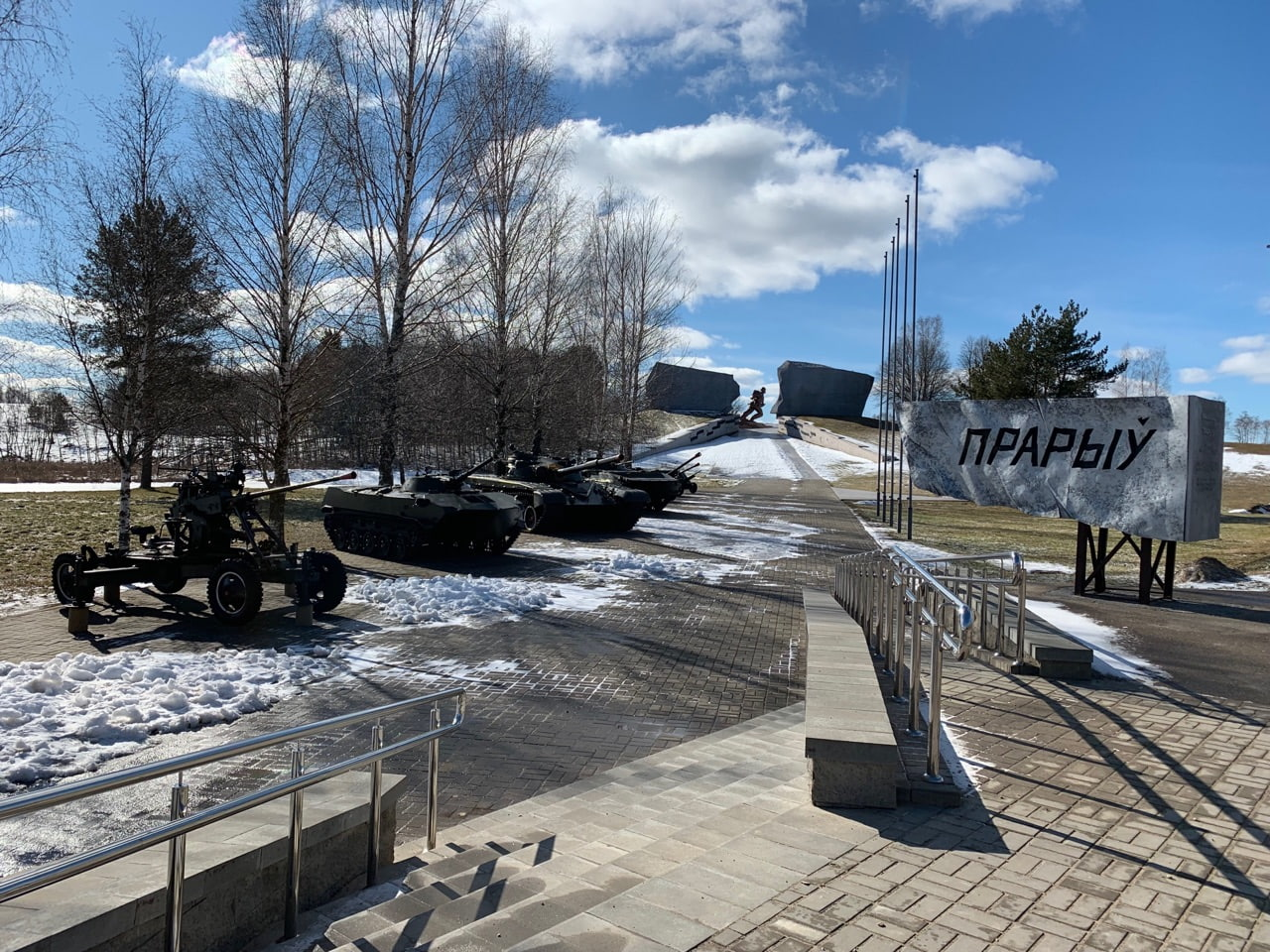
Мемориальный комплекс «Прорыв» (филиал Ушачского музея народной славы)
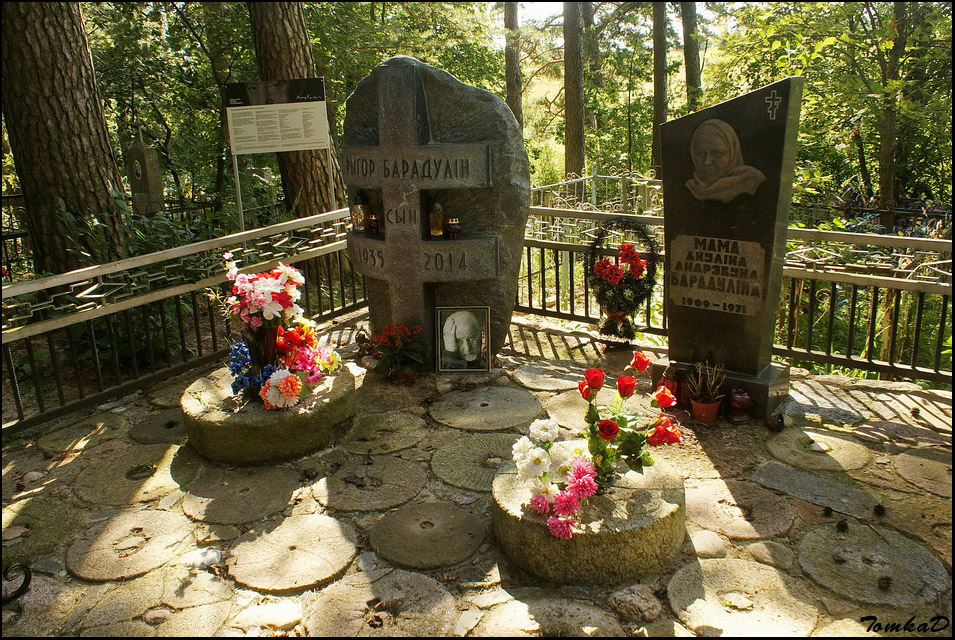
Могила Григория Бородулина
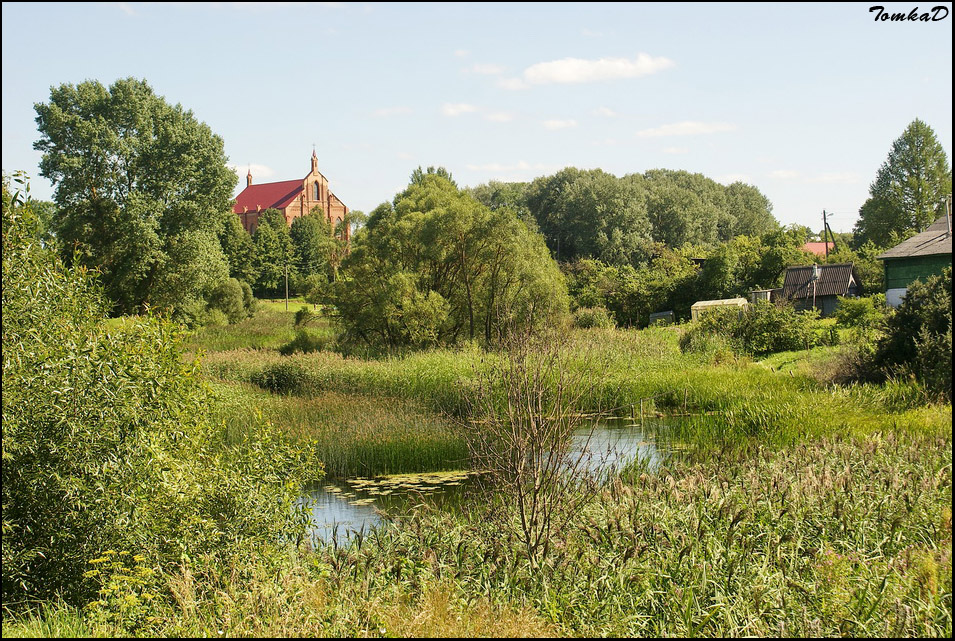
Природные красоты города
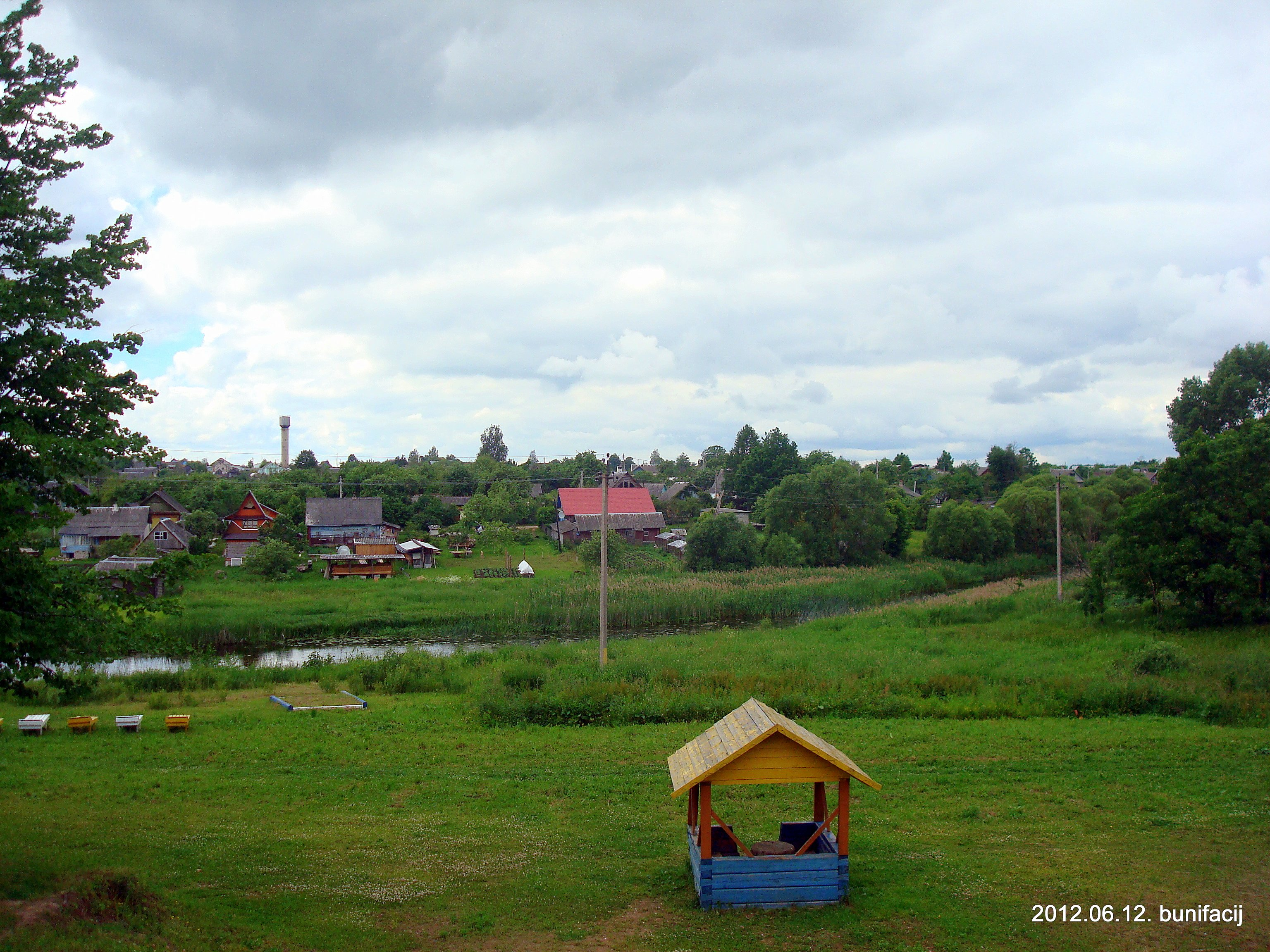
Вид на реку Ушача